# Ronde van Vlaanderen 2013
97. edycja wyścigu kolarskiego Ronde van Vlaanderen odbył się w dniu 31 marca 2013 roku i liczył 256,2 km. Start wyścigu miał miejsce w Brugii, a meta w Oudenaarde. Wyścig figurował w rankingu światowym UCI World Tour 2013.
Na starcie z nr 1 stanął Belg Tom Boonen z grupy Omega Pharma-Quick Step, który triumfował w tym wyścigu w 2012 roku. W wyniku upadku na 19. km trasy, nie był w stanie kontynuować jazdy.
W wyścigu wystartowało i dwóch Polaków: z 4. nr startowym Michał Kwiatkowski z ekipy Omega Pharma-Quick Step (40. miejsce na mecie) i z nr 51. Maciej Bodnar z Cannondale (65. miejsce na mecie).

## Uczestnicy
Na starcie tego klasycznego wyścigu stanęło 26 zawodowych ekip, dziewiętnaście drużyn jeżdżących w UCI World Tour 2013 i siedem profesjonalnych zespołów zaproszonych przez organizatorów z tzw. "dziką kartą".
Lista drużyn uczestniczących w wyścigu:
| Numery  | Kod | Zespół                  |
| ------- | --- | ----------------------- |
| 1-8     | OPQ | Omega Pharma-Quick Step |
| 11-18   | ALM | Ag2r-La Mondiale        |
| 21-28   | AST | Astana Pro Team         |
| 31-38   | BLA | Blanco Pro Cycling Team |
| 41-48   | BMC | BMC Racing Team         |
| 51-58   | CAN | Cannondale              |
| 61-68   | EUS | Euskaltel-Euskadi       |
| 71-78   | FDJ | FDJ                     |
| 81-88   | GRS | Garmin-Sharp            |
| 91-98   | KAT | Team Katusha            |
| 101-108 | LAM | Lampre-Merida           |
| 111-118 | LBT | Lotto-Belisol           |
| 121-128 | MOV | Movistar Team           |

| Numery  | Kod | Drużyna                   |
| ------- | --- | ------------------------- |
| 131-138 | OGE | Orica-GreenEDGE           |
| 141-148 | RLT | RadioShack-Leopard        |
| 151-158 | SKY | Sky Procycling            |
| 161-168 | ARG | Argos-Shimano             |
| 171-178 | TST | Team Saxo-Tinkoff         |
| 181-188 | VCD | Vacansoleil-DCM           |
| 191-198 | AJW | Accent.jobs-Wanty         |
| 201-208 | CRE | Crelan-Euphony            |
| 211-218 | IAM | IAM Cycling               |
| 221-228 | EUC | Team Europcar             |
| 231-238 | TNE | NetApp-Endura             |
| 241-248 | TSV | Topsport Vlaanderen       |
| 251-258 | VIN | Vini Fantini-Selle Italia |

## Klasyfikacja generalna
| M-ce | Imię i nazwisko     | Kraj       | Drużyna            | Czas       |
| ---- | ------------------- | ---------- | ------------------ | ---------- |
| 1.   | Fabian Cancellara   | Szwajcaria | RadioShack-Leopard | 6h 05' 58" |
| 2.   | Peter Sagan         | Słowacja   | Cannondale         | + 1' 26"   |
| 3.   | Jürgen Roelandts    | Belgia     | Lotto-Belisol      | + 1' 28"   |
| 4.   | Alexander Kristoff  | Norwegia   | Team Katusha       | + 1' 38"   |
| 5.   | Mathieu Ladagnous   | Francja    | FDJ                | + 1' 38"   |
| 6.   | Heinrich Haussler   | Niemcy     | IAM Cycling        | + 1' 38"   |
| 7.   | Greg Van Avermaet   | Belgia     | BMC Racing Team    | + 1' 38"   |
| 8.   | Sébastien Turgot    | Francja    | Team Europcar      | + 1' 38"   |
| 9.   | John Degenkolb      | Niemcy     | Argos-Shimano      | + 1' 38"   |
| 10.  | Sebastian Langeveld | Holandia   | Orica-GreenEDGE    | + 1' 38"   |